# Don't Scream
Don't Scream (dansk: Skrig ikke) er et indie survival- og gyser-spil, designet af den britiske videospilsdesigner Joe Henson. Spillet blev populært, da det blev udgivet til early access den 27. oktober 2023. Version 1.0 blev udgivet den 28. oktober 2024.

## Gameplay
Don't Scream varer 18 minutter; tiden i spillet går kun, når spilleren bevæger sig. Spillet foregår i en skov i 1993, nær stedet for hvad der ligner et flystyrt. Spillet spilles fra perspektivet af et videokamera, som hovedpersonen antages at bære. Spilleren kan vælge forskellige stier, som vil føre til enten et hjemsted, en gård, en minimarked eller en kirkegård. Der er tilfældige møder med spøgelsesagtige ånder, der hjemsøger skoven, og som vil forsøge at skræmme spilleren. Spillerens karakter dør, hvis de skriger eller laver en høj lyd; spillet muliggør denne mekanik ved at få adgang til spillernes mikrofoner, med deres samtykke. Spillere kan genstarte, når de dør.

## Udvikling
Joe Henson, som designede og udviklede spillet, sagde at "Fremkomsten af PlayStation-lignende visuelle effekter i mange indie horror-titler er et vidnesbyrd om, hvordan udefinerede visuelle elementer kan øge frygtfaktoren." (oversat fra engelsk) Henson tilføjede, at "tabet af detaljer spiller ind i vores fantasi" (oversat fra engelsk).